# A cara o cruz
A cara o cruz is een album van Ángeles del Infierno.

## Inhoud
1. 317
2. Las calles de mi barrio
3. A cara o cruz
4. Rompe con todo esto
5. Jugando al mar
6. Sexo en exceso
7. Detras de las puertas del mal
8. Desconocido
9. En un suenioe
10. Chico tal...